# Металлорукав
Металлорукав — в металлургии гибкий, герметичный, гофрированный, нержавеющий трубопровод высокого давления, изготовленный из оцинкованной ленты. Он обеспечивает дополнительную защиту от внешних электромагнитных излучений, при укладке в металлорукав кабель защищается от перегибов, передавливания, вытягивания, порезов и других факторов воздействия окружающей среды.

## Характеристики
- огнестойкость,
- взрыво-,
- радиационно-
- электро-
- химобезопасность при транспортировке, эксплуатации и хранении

## Применение
В основном металлорукава применяются для работы с разными видами топлива, нефтепродуктами, химическими, пищевыми, в целях транспортировки агрессивных жидкостей и газов при температуре от – 200 °С до +700 °С и давлении до 306 атм. Размер металлорукавов, имеющих широкое распространение, колеблется в диапазоне от 6 до 200 мм.

### Отрасли
- нефтяная
- газовая
- строительная и другие

## Типы
- Металлорукава высокого давления (МРВД)
- Гофрированные металлорукава (оболочки типа СРГС, РГТ, РГТС, РГТА)
- Гибкие металлические рукава (РГМ)
- Сильфонные металлорукава